# فهرست اصطلاحات تحقیرآمیز مرتبط با معلولیت
در پایین فهرستی از واژگان مربوط به معلولیت را که ممکن است معانی منفی داشته یا حتی در صورت استفاده سبب ناراحتی فرد معلول یا افراد عادی را فراهم آورد، می‌آوریم و تلاش می‌کنیم در روبروی همان واژه با کمک‌گیری از واژه گزینی خوشایند، واژه مناسب را نیز قرار دهیم. گفتنی است همواره بر سر اینکه چه عبارتی، در چه موقعیتی و در چه زمانی و در کدام فرهنگ ناراحت‌کننده هست یا نیست، مباحثات فراوان شده‌است. حتی ممکن است برخی افراد از واژگانی که با کمک از واژه گزینی خوشایند در رابطه با معلولین پدید آمده‌اند ناراضی بوده خواستار تعویض آن‌ها با واژگان پیشین بشوند. برخی معتقدند نباید از واژگانی که سبب ناراحتی گروهی از اشخاص را فراهم می‌آورند، استفاده شود. در حالی که عده دیگری بر این باورند که تفسیر شنونده از هر واژه ممکن است نادرست باشد و تنها از نظر اوست که واژه یا عبارتی تحقیرآمیز است یا خیر. این بحث‌ها تا بدانجا پیش می‌رود که عده ای معتقدند که به‌طور مثال اگر برای شخصی که توانایی شنیدن ندارد از واژه «کَر» استفاده کنیم به الگوی اجتماعی معلولیت آسیب زده و اگر از واژه «ناشنوا» استفاده کنیم به الگوی پزشکی معلولیت زیان وارد ساخته‌ایم. چراکه مثلاً در علم پزشکی نمی‌توان همه موارد ناشنوایی را با یک واژه نامید. گاهی ممکن است این واژگان آن قدر در بر داردنده معانی به شدت منفی باشند که از آن‌ها در زبان عامیانه به عنوان فحش استفاده می‌شود.
فهرست: بالای صفحه - (۹-۰) آ الف ب پ ت ث ج چ ح خ د ذ ر ز ژ س ش ص ض ط ظ ع غ ف ق ک گ ل م ن و ه ی

## الف
- ابله.
- اوسکول
- اواخواهر یا اوا. برای مرد یا پسری که رفتار و طرز تکلمش شبیه به خانم‌ها باشد.

## ت
- تخس. برای کودکی که مشکل بیش فعالی داشته باشد.

## چ
- چلاق یا لنگ به جای «شخص با مشکل حرکتی».
- چاق. برای فردی که مشکل اضافه وزن داشته باشد.

## خ
- خنگ.
- خل.
- خرفت
- خنگول

## د
- دیوانه به جای بیمار روانی.
- دراز. برای فردی که قدش از حد متوسط دیگر افراد کمی یا خیلی بیشتر باشد.
- دان. برای فردی که به اختلال نشانگان داون مبتلاست. مثلاً ممکن است گفته شود: «فلانی دان است».

## ر
- روانی. برای شخصی که به گونه ای از اختلالات روانی دچار باشد.

## ش
- شیرین‌عقل.
- شل. برای کسی که در راه رفتن مشکل داشته باشد.
- شل و ول. برای کسی که به گونه ای از نارسایی‌های عضلانی دچار شده باشد و حرکت کلی بدنش با کندی و بی نظمی همراه باشد.

## ض
- ضعیف. مثلاً زمانی که گفته می‌شود: «فلانی چشمش ضعیف است» به جای آنکه گفته شود: «فلانی مشکل بینایی دارد».

## ع
- عقب مانده ذهنی به جای توانخواه در زمینه یادگیری.

## غ
- غشی. مخصوصاً زمانی که برای فردی که به بیماری صرع دچار می‌باشد، به کار برده شود.

## ف
- قربانی. به خصوص اگر این واژه پیش از یکی از واژه معلولیت به کار برده شود. مثلاً زمانی که کسی بگوید: «فلانی قربانی معلولیت شده‌است».

## گ
- گنگ به جای «شخص با مشکل در تکلم».

## ل
- لب شکری.
- لال یا گنگ به جای «شخصی که قادر به تکلم نیست».
- لوچ. به معنای کسی که مردمک چشمش در وسط چشم نیست و مشکل چپ چشمی دارد.

## م
- معلول به جای کم توان.
- مشکل دار. به خصوص اگر برای تشریح فردی که به نوعی معلول است، استفاده شود.
- مریض به جای بیمار.
- منگل.
- مجنون.

## ن
- نوابیغ.
- ناتوان.

## و
- ویلچری. برای شخصی که به دلیل مشکل جسمی-حرکتی از ویلچر استفاده می‌کند.